# Three Holes Cross
Three Holes Cross – osada i skrzyżowanie dróg w Anglii, w Kornwalii. Leży 69 km na północny wschód od miasta Penzance i 346 km na zachód od Londynu.